# Apseudes elisae
Apseudes elisae är en kräftdjursart som beskrevs av Mihai Bacescu 1961. Apseudes elisae ingår i släktet Apseudes och familjen Apseudidae. Inga underarter finns listade i Catalogue of Life.